# Zmajevac (Zenica)
Zmajevac je uzvisina iznad Zenice. Najviša kota je na 638 metara nadmorske visine. Nalazi se sjeverozapadno od Zenice. Dalje prema jugozapadu je Grm, te nešto dalje prema jugu i jugoistoku su Velika Broda, Mala Broda i Zenica. Prema narodnoj predaji, ime je dobio prema zmajevima "što vatru bljuvaše", i gdje su bivakovali vukodlaci. S južne strane oko Zmajevca teče rječica Kočeva.

## Geologija
Potječe iz miocena i nalazi se do aluvijskog dijela na kojem se većim dijelom nalazi grad Zenica, do uskog pojasa glavne ugljenske zone (gline, pješčenjaci i lapori),u krovinskoj vapnenačkoj zoni s krovinskim slojevima ugljena.

## Galerija
- Pogled na Zenicu sa Zmajevca 15. siječnja 2019.
- Pogled na Zenicu sa Zmajevca 15. siječnja 2019.
- Pogled na Zenicu sa Zmajevca 15. siječnja 2019.
- Pogled na Zenicu sa Zmajevca 15. siječnja 2019.
- Pogled na Zenicu sa Zmajevca 15. siječnja 2019.
- Pogled na Zenicu sa Zmajevca 15. siječnja 2019.
- Pogled na Zenicu sa Zmajevca 15. siječnja 2019.
- Pogled na Zenicu sa Zmajevca 15. siječnja 2019.